# Olena Sinowjewa
Olena Petriwna Sinowjewa (ukrainisch Олена Петрівна Зінов'єва, englisch Elena Zinovieva; * 22. Juni 1980 in Saporischschja, Ukrainische SSR) ist eine ehemalige ukrainische Gewichtheberin.

## Karriere
Sie erreichte bei den Europameisterschaften 1999 den fünften Platz in der Klasse bis 48 kg. Bei den Weltmeisterschaften im selben Jahr belegte sie Platz 15. 2000 gewann sie bei den Europameisterschaften die Bronzemedaille. Bei den Europameisterschaften 2002 gewann sie Gold 2003 wurde sie bei den Europameisterschaften Zweite. Im selben Jahr wurde sie wegen eines Dopingverstoßes bis 2005 gesperrt. 2003 erhielt sie vom Präsidenten der Ukraine Leonid Kutschma ein Stipendium über 4000 UAH.